# 蔡廷治
蔡廷治（1647年—1707年），字瞻岷，一字润汝，徽州休宁（今属安徽）人，清代经学家。

## 生平
先世安徽穎州人。好讀書，通六經、百家之說。三十岁曾受业於费密。顺治初年补诸生，後棄舉業，授課為生，尤以治经闻名。康熙十九年（1680年）四月，费密之二子费锡琮、费锡璜兄弟即随蔡廷治學習。康熙四十六年（1707年）五月十三日卒。